# Recinto amurallado de Verges
El recinto amurallado de Verges es un monumento protegido como Bien Cultural de Interés Nacional del municipio de Verges en la comarca catalana del (Bajo Ampurdán) en la provincia de Gerona.

## Historia
La bibliografía existente sitúa la fase principal de construcción del recinto fortificado de Verges entre los siglos XIII-XIV. Parece que la torre circular es de construcción posterior, de los siglos XV-XVI. La villa de Verges fue posesión del condado de Ampurias, y fue amurallada por su importancia como baluarte de defensa ante las pretensiones del obispado de Gerona y los condes de Barcelona.
En 1385, las huestes reales, acompañadas por Bernardo de Fortiá -hermano de la reina Sibil·la- pusieron cerco a Verges, donde se habían refugiado individuos a sueldo, a las órdenes del capitán aventurero Bita, para defender el conde de Ampurias, contra el poder real, al final, Verges se rindió al rey. Durante la guerra de la Generalidad de Cataluña contra el rey Juan II, el castillo de Verges fue tomado, al ofrecer resistencia: los juanistas se apoderaron en noviembre de 1466. El sector de Verges ha sido escenario, posteriormente, de varias contiendas bélicas. Comenta el historiador Torrent que «junto a la villa, dotada de buenas condiciones para su defensa, se alzaba un castillo que ofreció resistencia al rey Juan II», por lo que fueron derribadas, por la artillería, las defensas de dos torres y otros elementos defensores de la muralla.
El 1078 comparece documentalmente un vizconde de Verges: Raimundus vicecomes de Virginia o Raimundo Guillielmi de Virginia. En las disputas frecuentes entre los poderes del obispo de Gerona y del conde de Ampurias, el castrum de Virginibus fue dado por el conde Hugo IV, al obispo Alemany, el año 1225. A finales del siglo XIII poseía el castillo y la villa de Verges, en feudo del conde ampurianés, el noble Bernat Amat de Cardona. Este, en 1302 fue condenado, por los tribunales reales, a perder la villa de Verges. Del 1357 hay una alusión del Infante Ramón Berenguer, conde de Ampurias, sobre el castri nostri de Virginibus. A partir del año 1385, fue uno de los castillos puestos a disposición de los mercenarios gascones, por el conde Juan I de Ampurias, en su lucha contra el rey Pedro el Ceremonioso. Verges constituyó, con La Tallada y Bellcaire del Ampurdán, una circunscripción natural que fue llamada baronía de Verges.

## Descripción

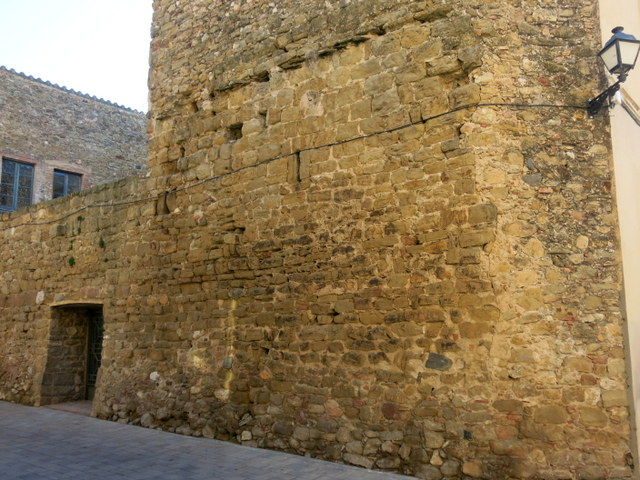
Parte del antiguo recinto amurallado de Verges.

Aunque parte de las antiguas murallas de Verges han desaparecido, los elementos conservados permiten seguir el trazado del recinto fortificado medieval. En Can Batlle se encuentra adosado por la parte posterior un fragmento de la muralla, una torre que queda integrada en el edificio. En la plaza Mayor hay restos del antiguo portal norte, lo único que se conserva. En cambio, son más numerosas las torres todavía visibles del recinto fortificado, todas de planta cuadrada excepto la situada en el ángulo noroeste, de sección circular. Asimismo, se pueden observar lienzos de muro en los sectores en los que otras construcciones no los han escondido o destruido. El conjunto conserva parte de las aspilleras. En general, el aparato empleado en la fortificación es de piedras rectangulares de dimensiones diversas y poco trabajadas. Las torres presentan sillares mejor escuadrados los ángulos.